# リー・ストラスバーグ
リー・ストラスバーグ（Lee Strasberg, 本名：Israel Lee Strassberg, 1901年11月17日 - 1982年2月17日）は、オーストリア＝ハンガリー帝国ガリツィア地方ブザヌフ（現在のウクライナ・ブダノフBudanov、ブダニウBudaniv）出身のアメリカの俳優、演出家、演技指導者。メソッド演技法を確立。娘のスーザン・ストラスバーグも女優。

## 人物

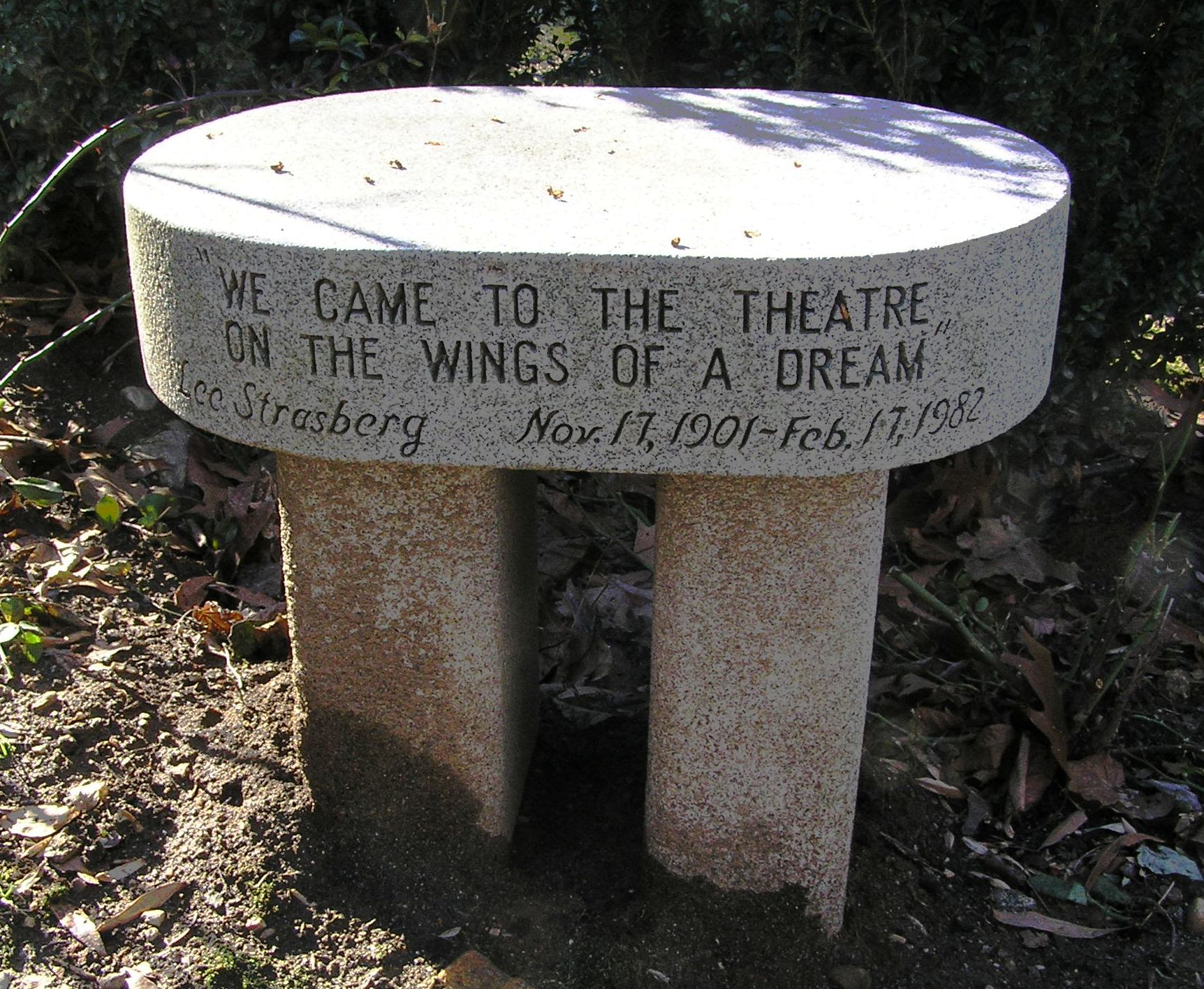
リー・ストラスバーグの墓石

ストラスバーグは、ブチャチやチョルトクフから近い、ガリツィアのシュテットル・ブダノフでユダヤ系のイーダ・シュトラースベルクおよびバルーフ・マイアー・シュトラースベルク夫妻の息子として生まれた。
9歳で渡米。アメリカン・ラボラトリー・シアターで演技を学び、25歳の時シアター・ギルドで本格的に舞台活動を始める。1930年にニューヨークでグループ・シアター（Group Theatre）の設立に参加し、演出家として多くの作品を手がけた。
1949年にニューヨークのアクターズ・スタジオの芸術監督に就任。数年後彼は演技指導者として評判になり、たちまちスタジオは有名になった。彼の下で学んだ俳優は錚々たるメンバーで、マーロン・ブランドをはじめジェラルディン・ペイジ、ポール・ニューマン、アル・パチーノ、キム・スタンリー、マリリン・モンロー、ジェーン・フォンダ、ジェームズ・ディーン、ダスティン・ホフマン、イーライ・ウォラック、エヴァ・マリー・セイント、ロバート・デ・ニーロ、ジル・クレイバーグ、ジャック・ニコルソン、スティーブ・マックイーン、マーティン・ランドー、アレン・ガーフィールドなどがいる。
1966年には、ロサンゼルスにアクターズ・スタジオ・ウェストを設立した。1969年にはニューヨークとロサンゼルスにリー・ストラスバーグ劇場研究所 (The Lee Strasberg Theatre and Film Institute) を設立した。
彼自身がカメラの前に立つことは少なく、出演作は8本だけだった。なかでも『ゴッドファーザーPARTII』でのハイマン・ロス役が有名である。この演技で彼はアカデミー助演男優賞のノミネートを受けた。監督のフランシス・フォード・コッポラは「この人に演技指導するのだけはためらった」と後に語っている。

## 主な作品
| 公開年 | 邦題 原題                                        | 役名               |
| ------ | ------------------------------------------------ | ------------------ |
| 1937年 | 茶碗の中の嵐 Storm in a Teacup                   |                    |
| 1953年 | 中国決死行 China Venture                         | パターソン         |
| 1958年 | 裏切りの密輸船 The Gun Runners                   |                    |
| 1974年 | ゴッドファーザー PART II The Godfather Part II   | ハイマン・ロス     |
| 1976年 | カサンドラ・クロス The Cassandra Crossing        | ハーマン・カプラン |
| 1979年 | ジャスティス ...And Justice for All              |                    |
| 1979年 | お達者コメディ/シルバー・ギャング Going in Style | ウィリー           |
| 1981年 | スコーキー/ユダヤとナチの凄絶な戦い Skokie       |                    |

## 日本語訳
- 『リー・ストラスバーグとアクターズ・スタジオの俳優たち その実践の記録』 
  - ロバート・H.ヘスマン編、高山図南雄・さきえつや共訳、劇書房 1984、新版2002
- リー・ストラスバーグ『メソードへの道』 米村晢訳、劇書房 1989
- エドワード・D.イースティ『メソード演技』 米村晢訳、劇書房 1978、新版1995